# Хиляк Дмитро
Дмитро Хиляк (21 жовтня 1865, Більцарева — 20 жовтня 1955, Золочів) — греко-католицький священник, лемківський активіст-москвофіл, міністр внутрішніх справ Лемко-русинської Республіки.

## Біографія
Син Василя і Пелагії. Закінчив греко-католицьку семінарію у Львові, висвячений у 1890 році. Впродовж 1891–1892 років був вікарієм у парафії Новосілки-Гостинні, в 1892–1893 роках — адміністратор парафії в Тихані. У 1893 році його перевели в Ліщини, де протягом року він був адміністратором парафії, а потім до 1901 року її настоятелем. З 1901 р. — священник в Ізбі. Одружений, вдівець у 1899 р., одружений вдруге, вдівець в 1942 році.
Під час Першої світової війни за москвофільські погляди він був заарештований 13 листопада 1914 р. та ув'язнений в Талергофі.
Брав активну участь у заснуванні Лемківської республіки, був супротивником її об'єднання із ЗУНР. Був заарештований польською владою. 10 червня 1921 року його судили за державну зраду (разом з Ярославом Качмарчиком та Міколою Громосяком), але він був виправданий.
У 1901–1928 роках — священник парафії в Ізбі, в 1928 році разом з більшістю жителів перейшов до Польської православної церкви.